# Umirući jezik
Umirućim jezikom smatra se jezik koji ima govornike i sfere upotrebe, ali se više ne prenosi kao prvi jezik u procesu primarne socijalizacije. Neki lingvisti se protive ovom terminu jer aludira da je smrt jezika prirodna stvar. 